# Język amonicki
Język amonicki (arab. ‏اللغة العمونية‎, także ammonicki ) – wymarły język semicki z grupy kananejskiej, blisko spokrewniony m.in. z hebrajskim, fenickim i moabickim .
Zaświadczony jest dzięki nielicznym inskrypcjom datowanym na okres od IX do końca VI w. p.n.e. Używany przez Ammonitów  był językiem mówionym na terenach na wschód od doliny rzeki Jordan, wokół Rabbaṯ-Ammon (dzisiaj Amman), od czego pochodzi jego nazwa .
Różnice pomiędzy językiem amonickim a hebrajskim były przypuszczalnie większe, niżby wynikało z niewokalizowanego pisma aramejskiego, w którym sporządzone są amonickie inskrypcje .